# Their Wives' Indiscretion
Their Wives' Indiscretion è un cortometraggio muto del 1913. Il nome del regista non viene riportato nei credit del film che, basato su un soggetto di James Oliver Curwood, fu interpretato da Charles J. Stine, Dolores Cassinelli e Wallace Beery.

## Produzione
Il film fu prodotto dalla Essanay Film Manufacturing Company.

## Distribuzione
Distribuito dalla General Film Company, il film - un cortometraggio a una bobina - uscì nelle sale cinematografiche USA il 5 novembre 1913.